# Beverly Sills
Beverly Sills   (Brooklyn, 25 de maig de 1929 - Nova York, 2 de juliol de 2007), de nom real Belle Silverman, va ser una cantant d'òpera americana de gran popularitat entre els anys 50 i 70.
Estudià amb Estelle Liebling, debutant als disset anys en el rol de Micaela de l'òpera de Georges Bizet Carmen. El 1955 entrà a formar part de la «New York City Opera». Tot i cantar un ampli repertori d'autors com Handel, Mozart o Verdi, va ser reconeguda per les seves interpretacions de soprano de coloratura tant en directe com en nombroses gravacions. Se l'associa principalment amb les interpretacions d'òperes de Gaetano Donizetti com Lucia di Lammermoor o La Fille du régiment. Va cantar principalment als Estats Units, però obtingué també èxits destacats a la Scala de Milà (1969) o a Londres (1970).
Després de retirar-se de la interpretació el 1980 va ocupar uns quants càrrecs directius en institucions culturals estatunidenques. Va ser directora general de la New York City Opera; el 1994 va ser nomenada presidenta del consell d'administració del Lincoln Center i el 2002 de la Metropolitan Opera. També va tenir un paper destacat en el camp de la beneficència, per a la detecció i tractament de les malalties congènites.
Tot i que va cantar un repertori des de Händel i Mozart fins a Puccini, Massenet i Verdi, va ser especialment coneguda per les seves interpretacions en papers de soprano en òpera en directe i enregistraments. Sills es va associar en gran part amb les òperes de Donizetti, de les quals va interpretar i enregistrar molts papers. Els seus papers característics inclouen el paper principal a Lucia di Lammermoor de Donizetti, el paper principal a Manon de Massenet, Marie a La Fille du régiment de Donizetti, les tres heroïnes a Les Contes d'Hoffmann d’Offenbach, Rosina a Il barbiere di Siviglia de Rossini., Violetta a La traviata de Verdi, i sobretot Elisabetta a Roberto Devereux de Donizetti.
El New York Times va assenyalar,
| « | En el seu millor moment, la seva tècnica era exemplar. Podia enviar enrotllats i adorns de coloratura, rematats per re aguts i bemolls radiants, amb una agilitat aparentment sense esforç. Va cantar amb una musicalitat escrupolosa, una incisió rítmica i un viu sentit del text. | » |

NPR va dir que la seva veu era «capaç de fer girar una línia de legato aparentment interminable, o esclatar amb perfecció cristal·lina en onades de flors enlluernadores i notes agudes emocionants».
Després de retirar-se del cant el 1980, es va convertir en la directora general de l'Òpera de Nova York. El 1994, es va convertir en la presidenta del Lincoln Center i després, el 2002, de la Metropolitan Opera, deixant el càrrec el 2005. Sills va prestar la seva celebritat per continuar la seva tasca benèfica per a la prevenció i el tractament dels defectes de naixement.

## Biografia
Sills va néixer Belle Miriam Silverman a Crown Heights, Brooklyn, Nova York, de Shirley Bahn (nascuda Sonia Markovna), una músic, i Morris Silverman, un corredor d'assegurances. Els seus pares eren immigrants jueus d’Odessa, Ucraïna, (aleshores part de Rússia) i Bucarest, Romania. Es va criar a Brooklyn, on era coneguda, entre amics, com «Bubbles» Silverman. Quan era petita, parlava Ídix, rus, romanès, francès i anglès. Va anar a l'Erasmus Hall High School de Brooklyn, així com a la Professional Children's School de Manhattan.
Als tres anys, Sills va guanyar un concurs «Miss Beautiful Baby», en el qual va cantar «The Wedding of Jack and Jill». A partir dels quatre anys, va actuar professionalment al programa de ràdio del dissabte al matí, Rainbow House, com Bubbles Silverman. Sills va començar a fer classes de cant amb Estelle Liebling als set anys i un any més tard va cantar al curtmetratge Uncle Sol Solves It (filmat l'agost de 1937, estrenat el juny de 1938 per Educational Pictures), moment en què havia adoptat el seu nom artístic, Beverly. Ampits. Liebling la va animar a fer una audició per al Major Bowes' Amateur Hour de CBS Radio, i el 26 d'octubre de 1939, als 10 anys, Sills va ser el guanyador del programa d'aquella setmana. Aleshores, Bowes li va demanar que aparegués al seu Capitol Family Hour, un programa de varietats setmanal. La seva primera aparició va ser el 19 de novembre de 1939, el 17è aniversari de l'espectacle, i després va aparèixer amb freqüència al programa.

L'any 1945, Sills va fer el seu debut professional a l'escenari amb una companyia de gira de Gilbert i Sullivan produïda per Jacob J. Shubert, interpretant a dotze ciutats dels EUA i Canadà, en set òperes diferents de Gilbert i Sullivan. A la seva autobiografia de 1987, atribueix a la gira que va ajudar a desenvolupar el moment del còmic pel qual aviat es va fer famosa: 
| « | Vaig interpretar el paper principal a Patience i m'encantava absolutament el personatge, perquè Patience és una noia molt divertida i escamosa.... La vaig interpretar com una Dora muda durant tot el procés i m'he divertit molt amb el paper.... My Patience es feia més i més maldestre amb cada actuació, i semblava que al públic li agradava.... Vaig descobrir que tenia un do per a l'humor slapstick, i era divertit exercir-lo a l'escenari. | » |

 Sills va cantar en òperes lleugeres durant uns quants anys més.
El 9 de juliol de 1946, Sills va aparèixer com a concursant al programa de ràdio Arthur Godfrey's Talent Scouts. Va cantar sota el pseudònim de «Vicki Lynn», ja que estava sota contracte amb Shubert. Shubert no volia que Godfrey pogués dir que havia descobert Beverly Sills si guanyava el concurs (tot i que finalment no va guanyar). Sills va cantar «Romany Life» de The Fortune Teller de Victor Herbert.

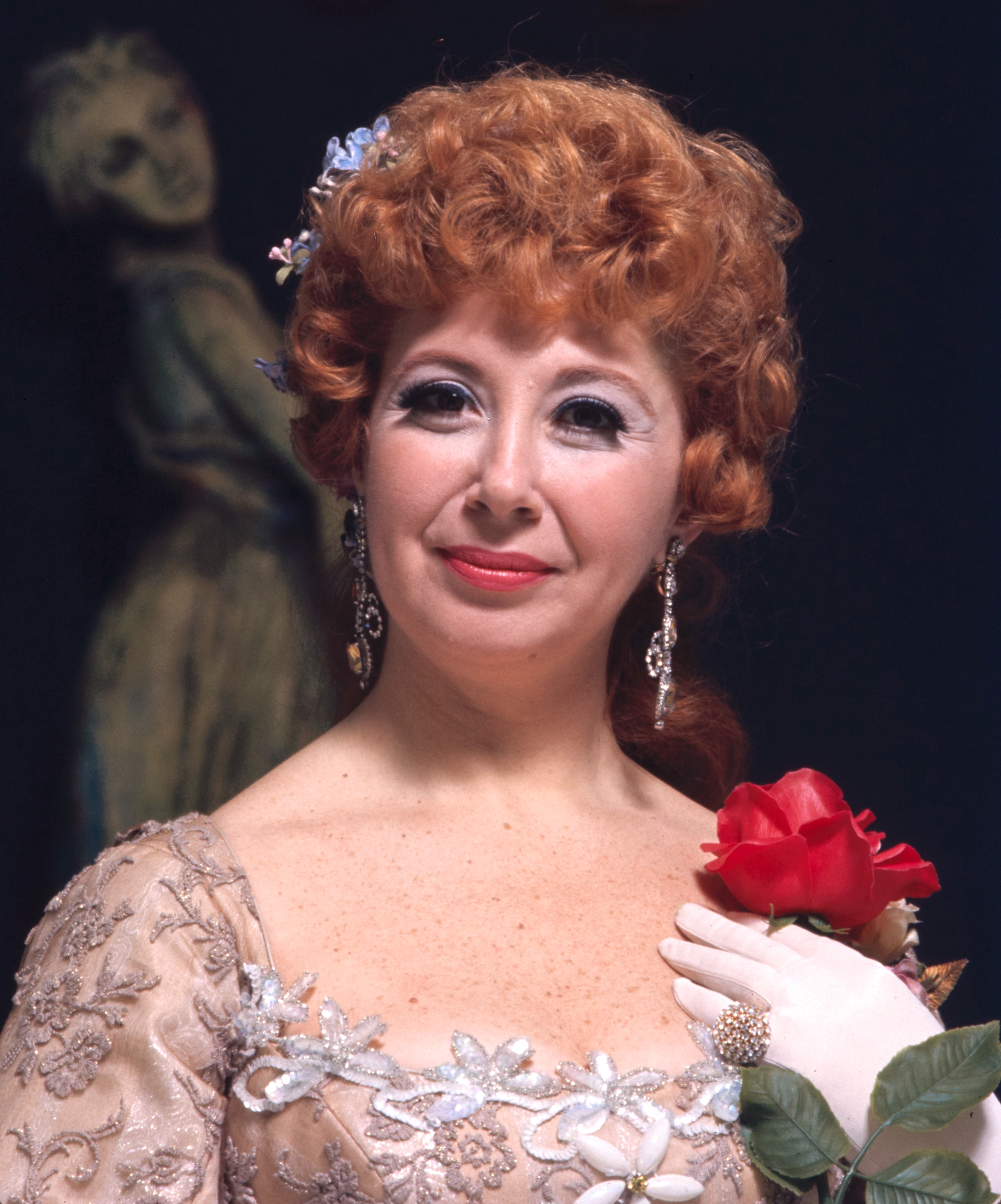
Sills a Manon, 1969

El 1947, va debutar a l'escenari operístic com la gitana espanyola Frasquita a Carmen de Bizet amb la Philadelphia Civic Grand Opera Company. Va fer una gira per Amèrica del Nord amb la Charles Wagner Opera Company, a la tardor de 1951 cantant Violetta a La traviata i, a la tardor de 1952, cantant Micaëla a Carmen. El 15 de setembre de 1953 va debutar a l'Òpera de San Francisco com Helena de Troia a Mefistofele de Boito i també va cantar Donna Elvira a Don Giovanni la mateixa temporada. En un pas fora del repertori amb el qual s'associa habitualment, Sills va fer quatre representacions del paper principal d’Aida el juliol de 1954 a Salt Lake City. El 29 d'octubre de 1955, va aparèixer per primera vegada amb l'Òpera de Nova York com a Rosalinde a Die Fledermaus de Johann Strauss II, que va rebre elogis de la crítica. Ja el 1956 va actuar davant d'un públic de més de 13.000 persones a l’estadi Lewisohn amb el conegut director d'òpera Alfredo Antonini en una ària de I puritani de Bellini. La seva reputació es va expandir amb la interpretació del paper principal a l'estrena a Nova York de The Ballad of Baby Doe de Douglas Moore el 1958.
El 17 de novembre de 1956, Sills es va casar amb el periodista Peter Greenough, del diari The Plain Dealer de Cleveland, Ohio, i es va traslladar a Cleveland. Va tenir dos fills amb Greenough, Meredith («Muffy») el 1959 i Peter, Jr. («Bucky») el 1961. Muffy (mort el 3 de juliol de 2016) era profundament sorda i tenia esclerosi múltiple; Peter, Jr. té una discapacitat mental greu. Sills va restringir el seu horari d'actuació per tenir cura dels seus fills.
El 1960, Sills i la seva família es van traslladar a Milton, Massachusetts, prop de Boston. El 1962, Sills va cantar el paper principal a Manon de Jules Massenet amb l’Opera Company of Boston, el primer de molts papers per a la directora d'òpera Sarah Caldwell. Manon va continuar sent un dels papers emblemàtics de Sills al llarg de la major part de la seva carrera. El gener de 1964, va cantar la seva primera reina de la nit a Die Zauberflöte de Mozart per a Caldwell. Tot i que Sills va obtenir elogis de la crítica per la seva tècnica de coloratura i per la seva interpretació, no li agradava aquest darrer paper.

### Millors anys de cant
El 1966, l'Òpera de la ciutat de Nova York va reviure l'Opera seria Giulio Cesare (amb Norman Treigle com a Cèsar) de Händel, llavors pràcticament desconeguda, i l'actuació de Sills com Cleopatra la va convertir en una estrella internacional de l'òpera. Sills també va fer el seu debut no oficial al Met en un concert d'estiu de l'estadi Lewisohn com Donna Anna a Don Giovanni, encara que no en va sortir res més que les ofertes de Rudolf Bing per a papers com Martha de Flotow. En temporades posteriors al NYCO, Sills va tenir grans èxits en els papers de la reina de Shemakha a Zolotoi petuixok de Rimsky-Kórsakov, el paper principal a Manon, Lucia di Lammermoor de Donizetti i les tres protagonistes femenines Suor Angelica, Giorgetta i Lauretta. a la trilogia de Puccini Il trittico.
El 1969, Sills va cantar Zerbinetta a l'estrena americana (en una versió de concert) de la versió de 1912 d’Ariadne auf Naxos de Richard Strauss amb la Simfònica de Boston. La seva interpretació del paper, especialment l'ària de Zerbinetta, Großmächtige Prinzessin, que va cantar en la tonalitat aguda original, va guanyar el seu reconeixement. Les còpies enregistrades en vídeo casolanes van circular entre els col·leccionistes durant anys després, sovint imposant grans sumes als llocs de subhastes d'Internet (l'actuació es va publicar comercialment el 2006 i va obtenir grans elogis). El segon gran esdeveniment de l'any va ser el seu debut com a Pamira a The Siege of Corinth a La Scala de Rossini, un èxit que la va portar a la portada de Newsweek.
La carrera d'alt perfil de Sills la va portar a la portada de Time el 1971, on va ser descrita com «la reina de l'òpera d'Amèrica». El títol era apropiat perquè Sills havia limitat intencionadament els seus compromisos a l'estranger a causa de la seva família. Les seves principals aparicions a l'estranger són el Covent Garden de Londres, La Scala de Milà, La Fenice de Venècia, l'Òpera Estatal de Viena, el Théâtre de Beaulieu de Lausana, Suïssa, i concerts a París. A Amèrica del Sud, va cantar als teatres d'òpera de Buenos Aires i Santiago, un concert a Lima, Perú, i va aparèixer en diverses produccions a la Ciutat de Mèxic, entre elles Lucia di Lammermoor amb Luciano Pavarotti. El 9 de novembre de 1971, la seva actuació a la producció de The Golden Cockerel de l'Òpera de Nova York es va transmetre en directe als subscriptors de televisió per cable.
Durant aquest període, va fer la seva primera aparició a la televisió com a personalitat d'un programa de tertúlies el maig de 1968 a Virginia Graham's Girl Talk, una sèrie entre setmana sindicada per ABC Films. Un fan de l'òpera que va ser el coordinador de talent de la sèrie va convèncer el productor perquè la posés a l'aire i va ser un gran èxit. Al llarg de la resta de la seva carrera, va brillar com a convidada a un programa de tertúlies, de vegades també va funcionar com a presentadora convidada. Sills es va sotmetre a una cirurgia amb èxit per al càncer d'ovari a finals d'octubre de 1974 (de vegades es va declarar erròniament com a càncer de mama). La seva recuperació va ser tan ràpida i completa que un mes després va estrenar La Fille du régiment a l'Òpera de San Francisco.

Després de la marxa de Sir Rudolf Bing com a director, Sills finalment va fer el seu debut a l'Metropolitan Opera el 7 d'abril de 1975 a The Siege of Corinth, rebent una ovació de divuit minuts a la seva crida de teló. Altres òperes que va cantar al Met són La Traviata, Lucia di Lammermoor, Thaïs i Don Pasquale (dirigida per John Dexter). En una entrevista després de la seva jubilació, Bing va declarar que la seva negativa a utilitzar Sills, així com la seva preferència per involucrar, gairebé exclusivament, estrelles italianes com Renata Tebaldi a causa de la seva idea que el públic estatunidenc esperava veure estrelles italianes, va ser el més gran error de la seva carrera. Sills va intentar minimitzar la seva animositat cap a Bing mentre encara cantava, i fins i tot en les seves dues autobiografies. Però en una entrevista de 1997, Sills va dir la seva opinió clarament:
| « | Oh, el senyor Bing és un burro... el Sr. Bing era només un improbable i impossible director general de la Metropolitan Opera.... L'arrogància d'aquell home. | » |

Sills va ser recitalista, sobretot a l'última dècada de la seva carrera. Va cantar a ciutats mitjanes i en sèries de concerts universitaris, oferint el seu art a molts que mai no la veuran a l'escenari en una òpera totalment escenificada. També va cantar concerts amb diverses orquestres simfòniques. Sills va continuar actuant per a l'Òpera de la ciutat de Nova York, el seu teatre d'òpera, assajant nous papers fins a la seva jubilació, inclosos els papers principals a Il Turco in Italia de Rossini, Die lustige Witwe de Franz Lehár i La Loca de Gian Carlo Menotti, una òpera encarregada en honor al seu 50è aniversari. La Loca va ser la primera obra escrita expressament per Sills i va ser el seu darrer nou paper, ja que es va jubilar l'any següent. La seva actuació de comiat va ser a l'Òpera de San Diego el 1980, on va compartir escenari amb Joan Sutherland en una producció de Die Fledermaus.
Tot i que el tipus de veu de Sills es va caracteritzar com una «coloratura lírica», va assumir una sèrie de papers més pesats de spinto i de coloratura dramàtica més associats amb veus més pesades a mesura que va créixer, com ara Norma de Bellini, Lucrezia Borgia de Donizetti (amb Susanne Marsee com Orsini).) i les «Tres reines» d'aquest últim compositor, Anna Bolena, Maria Stuarda i Elisabetta a Roberto Devereux (davant de Plácido Domingo a la part del títol). Va ser admirada en aquells papers per transcendir la lleugeresa de la seva veu amb una interpretació dramàtica, encara que pot haver tingut un cost: Sills va comentar més tard que Roberto Devereux va escurçar la seva carrera almenys quatre anys.
Sills va popularitzar l'òpera a través de les seves aparicions en programes de tertúlia, com Johnny Carson, Dick Cavett, David Frost, Mike Douglas, Merv Griffin i Dinah Shore. Sills va acollir el seu propi programa de tertúlies, Lifestyles with Beverly Sills, que es va presentar els diumenges al matí a la NBC durant dos anys a finals dels anys setanta; va guanyar un premi Emmy. El 1979 va aparèixer a The Muppet Show, on va participar en un «concurs d'alta nota» amb Miss Piggy. Pràctic i accessible, Sills va ajudar a dissipar la imatge tradicional de la temperamental diva de l'òpera.

### Anys posteriors i mort

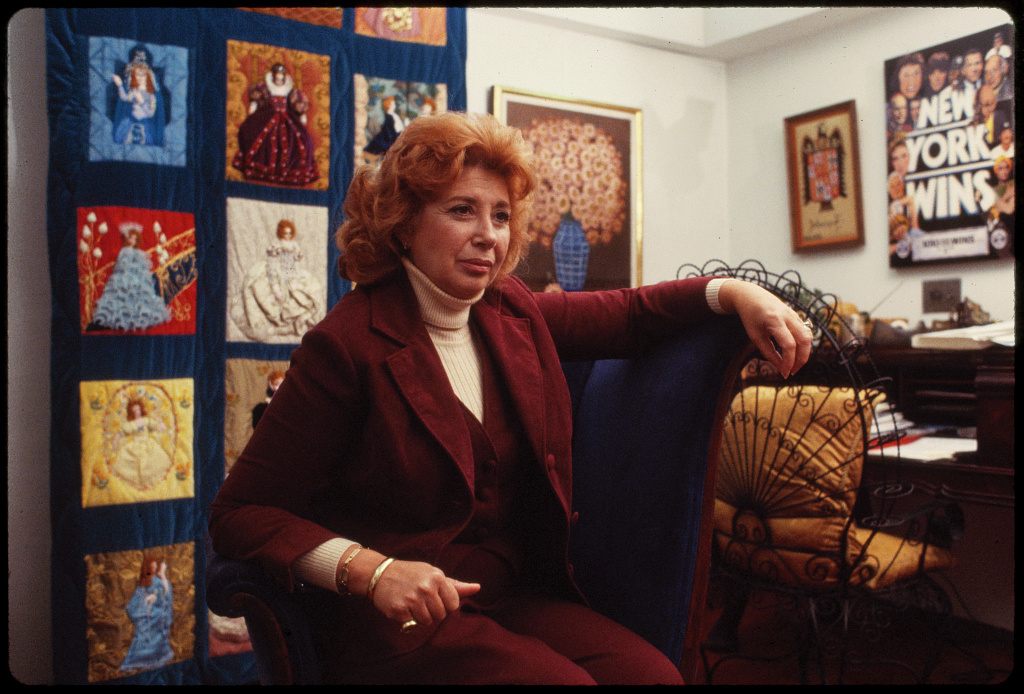
Sills el 1984

El 1978, Sills va anunciar que es retiraria el 27 d'octubre de 1980, en una gala de comiat a l'Òpera de Nova York. A la primavera de 1979, va començar a actuar com a codirectora de NYCO i es va convertir en la seva única directora general a partir de la temporada de tardor d'aquell any, càrrec que va ocupar fins a 1989, tot i que va romandre a la junta de NYCO fins a 1991. Durant la seva etapa com a directora general, Sills va ajudar a convertir el que aleshores era una companyia d'òpera amb dificultats financeres en una empresa viable. També es va dedicar a diverses causes artístiques i organitzacions benèfiques com Mars of Dimes i va ser buscada per fer conferències als campus universitaris i per recaptar fons.
De 1994 a 2002, Sills va ser presidenta del Lincoln Center. L'octubre de 2002, va acceptar servir com a presidenta de la Metropolitan Opera, de la qual havia estat membre de la junta des de 1991. Va dimitir com a presidenta del Met el gener de 2005, citant la família com a motiu principal (va haver de posar el seu marit, a qui havia cuidat durant més de vuit anys, en una Residència geriàtrica). Es va quedar el temps suficient per supervisar el nomenament de Peter Gelb, abans cap de Sony Classical Records, com a director general del Met, per succeir a Joseph Volpe l'agost de 2006.

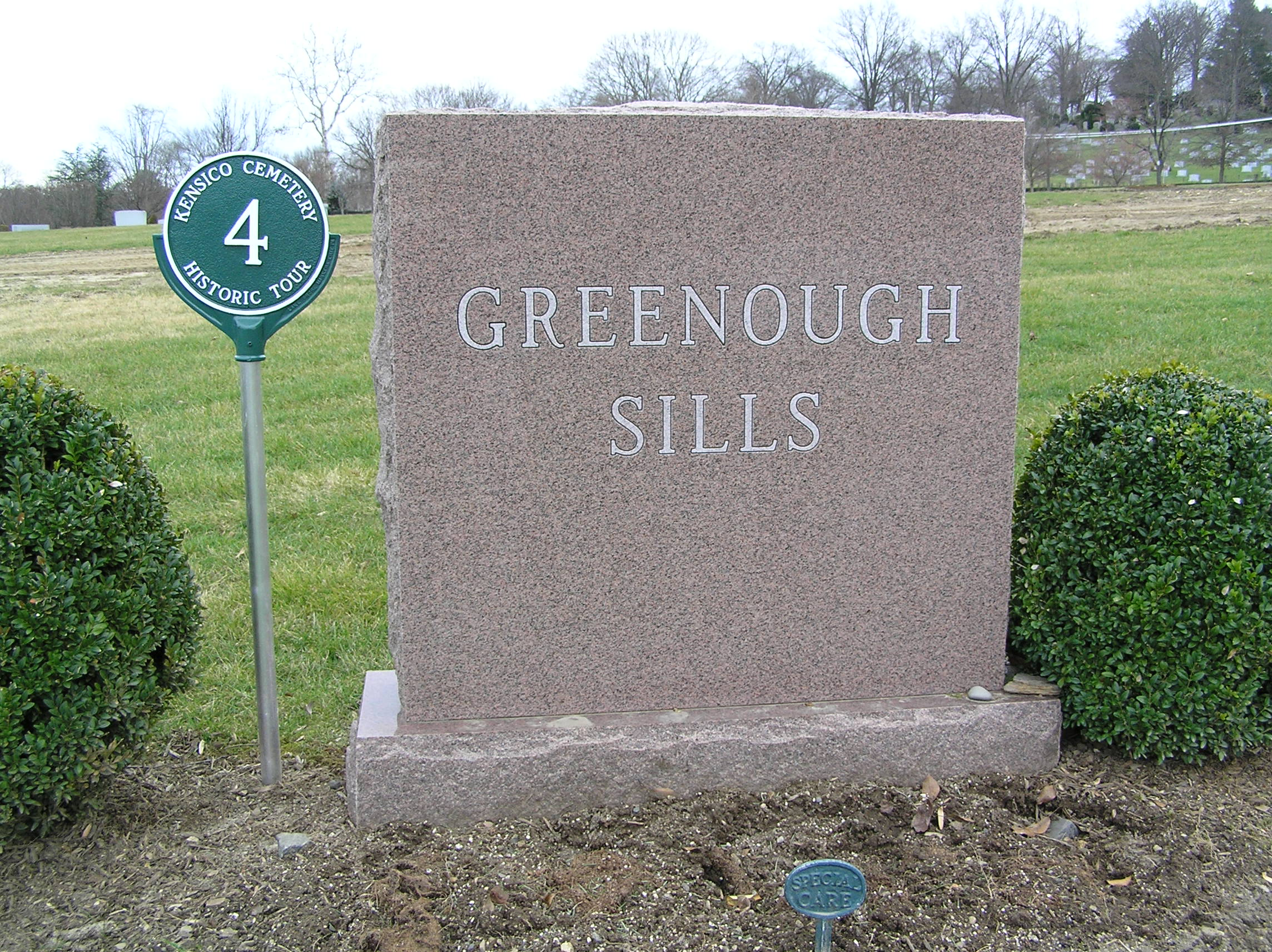
La làpida de Beverly Sills al cementiri de Kensico

Peter Greenough, el marit de Sills, va morir el 6 de setembre de 2006, a l'edat de 89 anys, poc abans del que hauria estat el seu 50è aniversari de noces el 17 de novembre de 2006.
Va ser copresentadora de The View for Best Friends Week el 9 de novembre de 2006, com a millor amiga de Barbara Walters. Va dir que ja no cantava, ni tan sols a la dutxa, per conservar el record de la seva veu.
Va aparèixer a la pantalla a les sales de cinema durant les transmissions en HD en directe des del Met, entrevistada durant les entrevistes per la presentadora Margaret Juntwait el 6 de gener de 2007 (I puritani simulcast), com a entrevistadora entre bastidors el 24 de febrer de 2007 (Eugene Onegin simulcast) i després, breument, el 28 d'abril de 2007 (Il trittico simulcast).
El 28 de juny de 2007, l'Associated Press i la CNN van informar que Sills va ser hospitalitzada com a «greument malalta», per càncer de pulmó. Amb la seva filla al costat del llit, Beverly Sills va sucumbir al càncer el 2 de juliol de 2007, als 78 anys. Està enterrada als Sharon Gardens, la divisió jueva del cementiri Kensico de Valhalla, Nova York. Li van sobreviure els seus dos fills i tres fillastres del primer matrimoni de Peter Greenough. La seva filla Meredith («Muffy») Greenough va morir el 3 de juliol de 2016 a la ciutat de Nova York.

## Veu
La veu de Sills s'ha descrit de diverses maneres com a «rica, flexible», «platejada», «precisa, una mica lleugera», «multicolor», «robusta i envoltant», i que «pot tallar l'orquestra i el cor més grans», planant fàcilment per sobre de C alt. La seva tècnica i musicalitat han estat molt elogiades. El director d'orquestra Thomas Schippers va dir en una entrevista de 1971 a Time que tenia «la veu més ràpida del món». El New York Times escriu que «podria enviar roulade de coloratura (música) i adorns, rematats amb re aguts radiants i mi bemolls, amb una agilitat aparentment sense esforç. Va cantar amb una musicalitat escrupolosa, una incisió rítmica i un sentit viu del text». La soprano Leontyne Price va quedar «albaratada de quants milions de coses pot fer amb una escala escrita». El seu rang vocal, en actuació, s'estenia de F3 a F6, i va dir que de vegades podia colpejar un G6 en escalfament.